# Rafael Gimenes da Silva
Rafael Gimenes da Silva (5 juli 1993) is een Braziliaans voetballer. Hij speelt sinds maart 2021 voor Itumbiara EC. De voetbalnaam van de middenvelder is Rafinha

## Carrière
De in Rio de Janeiro geboren Rafinha speelt als verdedigende middenvelder. Hij doorliep in Brazilië de jeugdopleiding van Fluminense. Voor die club debuteerde hij ook als profvoetballer.
De middenvelder maakt in januari 2019 de overstap naar Europa. Kalmar FF pikt hem op bij  Madureira.  In Zweden tekent Rafinha een contract voor vier jaar. In Zweden kon hij nooit imponeren, waarop club en speler begin 2021 besloten uit elkaar te gaan. Twee maanden na zijn vertrek uit Zweden tekende Rafinha bij Itumbiara EC in Brazilië.